# Kościół Matki Bożej Królowej Polski w Glinkach Mokrych
Kościół Matki Bożej Królowej Polski w Glinkach Mokrych – rzymskokatolicki kościół filialny należący do parafii Wniebozięcia Najświętszej Maryi Panny w Lotyniu (dekanat Jastrowie diecezji koszalińsko-kołobrzeskiej).
Jest to świątynia wzniesiona w 1895 roku jako kaplica ewangelicka na cmentarzu z tego samego czasu. Budowla jest murowana z cegły, jednonawowa na planie prostokąta nakryta dachem dwuspadowym z sygnaturką umieszczoną w szczycie fasady. Wnętrze kościoła jest jednoprzestrzenne nakryte prostym, drewnianym stropem z wyodrębnioną w części północnej emporą muzyczną, pod którą znajduje się zakrystia. Otwory okienne i drzwiowy są ostrołukowe, w ścianie prezbiterium i fasadzie są umieszczone małe rozety. Z okresu budowy świątyni pochodzą drzwi, witrażowe oszklenie ich zwieńczenia oraz okien, a także ławki i murowana podstawa ołtarzowa. Symetryczne proporcje sylwetki, wykrój okien i drzwi są typowymi elementami dla historyzmu XIX wieku czerpiącego ze wzorów architektury romańskiej i gotyckiej. W świątyni, w 2016 roku rozpoczęto remont na podstawie udzielonego przez Wojewódzki Wielkopolski Konserwator Zabytków pozwolenia. Zostało wymienione pokrycie dachowe na nowe z dachówki karpiówki odpowiadającej historycznemu pokryciu, przeprowadzono remont i konserwację głównych drzwi wejściowych oraz remont schodów zewnętrznych.